# Исак Дука Ватаци
Исак Дука Ватаци (Ίσαάκιος Δούκας Βατάτζης) е византийски аристократ и сановник – брат на никейския император Йоан III Дука Ватаци (1222 – 1254).

## Живот
Точният му произход е неясен: вероятно роден ок. 1188, той е най-големият от тримата братя в семейството, заедно с Йоан III (най-малкия) и още един неизвестен по име брат. Техните родители не са известни, но съвременните учени смятат, че най-вероятно това са били пълководецът Василий Ватаци и неговата неизвестна съпруга, която е била братовчедка на византийските императори Исак II Ангел и Алексий III Ангел. Подобно на брат си Йоан III, Исак, изглежда, не е използвал фамилното име Ватаци, а е бил известен само като Исак Дука.
Сведенията за живота му се оскъдни. През 1253 г. е притежавал титлата севастократор, а в качеството си на пансеваст севаст и паракимомен на големия печат (sphendone) присъства на подписването на договора от Нимфеум с Република Генуа на 13 март 1231 г. След това заедно с Теодор Кривициот и архидякона на „Света София“ Лъв, Исак е изпратен на посолство в Генуа, за да ратифицира договора. Умира по време на преговорите и е погребан в катедралата на Генуа .

## Семейство
Известно е, че е имал поне две деца: син на име Йоан, който починал млад, и неизвестна по име дъщеря, която се омъжила за Константин Стратегопул.  Синът му Йоан се оженил за Евдокия Ангелина и станал баща на императрица Теодора Палеологина, съпругата на император Михаил VIII Палеолог (1259 – 1282), основател на династията Палеолози.